# 1947
Het jaar 1947 is een jaartal volgens de christelijke jaartelling.

## Gebeurtenissen
januari
- 1 - De Amerikaanse en de Britse bezettingszone in Duitsland worden samengevoegd.
- 10 - De Veiligheidsraad van de Verenigde Naties stemt in met de vorming van de vrije zone Triëst.
- 17 - Op het terrein van de kruitfabriek in Muiden ontploft een lading granaten.De schade aan het stadje is groot en er vallen 17 doden.
- 26 - Bij het vliegtuigongeluk bij Kopenhagen stort een KLM-toestel neer. Alle 22 inzittenden, onder wie de Zweedse erfprins Gustaaf Adolf en de Amerikaanse operazangeres Grace Moore, komen om.

februari
- 8 - In Friesland wordt de negende Elfstedentocht gewonnen door Jan van der Hoorn.
- 10 - Bij de Vrede van Parijs wordt een aantal grenswijzigingen in Europa door de Tweede Wereldoorlog ongedaan gemaakt of juist bevestigd. Zo krijgt Roemenië Zevenburgen terug van Hongarije, maar raakt het Moldavië definitief kwijt aan de Sovjet-Unie. Italië krijgt Zuid-Tirol van Oostenrijk maar moet Istrië afstaan aan Joegoslavië. Uit dat schiereiland komt een grote vluchtelingenstroom op gang.
- 12 - De Franse modeontwerper Christian Dior presenteert zijn eerste collectie: de New Look.
- 20 - Een lading fruitvliegen in een Amerikaanse raket zijn de eerste dieren die het heelal buiten de aardatmosfeer bereiken.
- 25 - In wet #46 ontbindt de Geallieerde Controleraad de Vrijstaat Pruisen.

maart
- Louis Mountbatten, achterneef van de Britse koning George VI, treedt aan als laatste gouverneur van India.
- 9 De Ben Hecht, met aan boord honderden Joodse illegale immigranten, wordt voor de kust van Palestina onderschept door een Britse torpedobootjager. Het schip wordt met een sleepboot naar Haifa gebracht, waarop de immigranten naar interneringskampen in Brits Cyprus worden gedeporteerd.
- 12 - President Harry S. Truman verklaart de Trumandoctrine: de Verenigde Staten zullen democratische landen helpen die bedreigd worden door een staatsgreep of burgeroorlog, in het bijzonder als deze communistisch van aard is.
- 24 - Bij een brand in de staatsmijn Hendrik in Brunssum komen dertien mijnwerkers om het leven.
- 29 - Begin van de Malagassische Opstand tegen het Franse koloniale bestuur op Madagaskar.

- Bioscoopjournaal uit maart 1947. Een terugblik op de uitzonderlijk strenge winter van 1946-1947. Met rond 2:00 aandacht voor een dijkdoorbraak bij Haarlo door kruiend ijs, waardoor het dorp blank kwam te staan. Bij de eveneens bedreigde Bolksbeek sleept de boerenbevolking met zandzakken ter bescherming van een bedreigde plek.
- Bioscoopjournaal uit maart 1947. Tentoonstelling in Den Haag over de PTT, vroeger en "nu".

april
- 15 - Jackie Robinson debuteert bij de Brooklyn Dodgers, als eerste zwarte honkballer in de Major League. Daarmee breekt hij een regel die ervoor heeft gezorgd dat blanken en afro's gescheiden waren bij het honkbal.
- 16-17 - In de haven van Texas City ontstaat brand in het met ammoniumnitraat geladen Franse schip de SS Grandcamp, dat daardoor ontploft. Door de branden die ontstaan ontploft de volgende dag de SS High Flyer dat met ammoniumnitraat en zwavel geladen was. Er zijn meer dan 500 doden en 3.000 gewonden.
- 18 - De Britten brengen op het Duitse rotseiland Helgoland grote hoeveelheden uit de oorlog overgebleven springstof tot ontploffing. Operation Big Bang leidt echter niet tot de beoogde vernietiging van het strategisch gelegen eiland zelf.
- 20 - Koning Christiaan X van Denemarken overlijdt. Zijn zoon Frederik IX volgt hem op.
- 25 - De Nederlandse regering geeft prof. Eduard Meijers opdracht een nieuw Burgerlijk Wetboek te ontwerpen.
- 28 - De Noorse antropoloog Thor Heyerdahl vertrekt samen met Knut Haugland, Herman Watzinger, Bengt Dannielson, Erik Hesselberg en Torstein Raaby vanuit Peru op een nagemaakt Inca-vlot naar Tahiti. In plaats daarvan zal hij na 101 dagen stranden op Tuamotu.

mei
- 1 - Onder leiding van Albert de Smaele verschijnt het dagblad De Standaard opnieuw.
- Het overleg over een onafhankelijk en verenigd India mislukt. Moslims en hindoes groeien steeds verder uit elkaar. Een teleurgestelde Mahatma Gandhi trekt zich terug uit het openbare leven.
- 3 - Executie van de Amsterdamse politie-inspecteur en oorlogsmisdadiger Bram Harrebomée.
- 3 - Een door de Verenigde Staten opgelegde nieuwe grondwet wordt van kracht in Japan.
- 5 - De Franse premier Ramadier zet de communistische ministers uit zijn regering.
- 9 - De Amerikaanse moordenaar Willie Francis wordt op 17-jarige leeftijd opnieuw geëxecuteerd door middel van elektrocutie, nadat zijn eerste executie op 3 mei 1946 mislukt was.
- 11 - De Ferrari 125 S, de eerste racewagen onder eigen naam van Enzo Ferrari, debuteert op het circuit van Piacenza.
- 16 - Een Brits verkennersvliegtuig boven de Middellandse Zee ontdekt het schip Hatikva. De volgende dag rammen Britse patrouilleschepen de

HaTikva als die in Palestijnse wateren arriveert, en de ruim 1400 illegale joodse immigranten worden overgebracht naar interneringskampen in Brits Cyprus.
- 18 - Simon van het Reve voltooit zijn roman De avonden.
- 25 - Franco Cortese wint in een Ferrari 125 S de eerste race bij de Caracalla in Rome.
- 31 - Ook in Italië worden de communisten uit het kabinet gezet.

- Bioscoopjournaal uit mei 1947: Tijdens de Tweede Wereldoorlog voerden de Duitsers alle installaties van de walserij voor zware platen van de Koninklijke Hoogovens te IJmuiden weg naar Duitsland. Alles is nu bij de rechtmatige eigenaar terug en weer in bedrijf.

juni
- 5 - In een toespraak op de Harvard universiteit openbaart de Amerikaanse minister van buitenlandse zaken Marshall zijn plan om Europa er met Amerikaanse financiële hulp weer bovenop te helpen.
- 6 - Tjeerd van der Weide, voormalig NSB-burgemeester van Velsen wordt na een ter dood veroordeling geëxecuteerd voor zijn daden tijdens de Tweede Wereldoorlog.
- 25 - In Amsterdam verschijnt Het Achterhuis, dagboek van het joodse meisje Anne Frank.
- 27 - De warmste dag ooit wordt gemeten in De Bilt. Het wordt 36,8 graden, dit record hield stand tot 2019. In Maastricht wordt het 38,4 graden. In de hete zomer van dit jaar krijgt Nederland te maken met één hittegolf en 3 bijna hittegolven. Voorheen was dit samen met 1826 de warmste zomer in de afgelopen 100 jaar. Beide zomers waren met 18,7 graden gemiddeld erg heet. Echter is 1947 nu 18 graden gemiddeld door de nieuwe homogenisatie van het KNMI.

juli
- 6 - Gekleed in Arsenal-shirts wordt Ajax in de wedstrijd tegen N.E.C. voetbalkampioen van Nederland.
- 8 - Het Roswellincident vindt plaats: in Roswell (New Mexico) worden brokstukken gevonden van een onbekend object. Er wordt gespeculeerd dat het om een vliegende schotel gaat (die tegenwoordig in Area 51 geborgen zou liggen), maar volgens de Amerikaanse overheid gaat het om een weerballon.
- 18 - Het schip Exodus met Joodse overlevenden van de Holocaust aan boord wordt door de Britse marine voor Haifa onderschept. De opvarenden wordt de toegang tot Palestina ontzegd en naar interneringskampen in Duitsland gestuurd.
- 21 - Militair ingrijpen van Nederland nadat Indonesië de 'aangeklede' Overeenkomst van Linggadjati niet geaccepteerd heeft. 'Operatie Product' is de eerste van wat eufemistisch politionele acties genoemd worden in de Indonesische Onafhankelijkheidsoorlog.
- juli - Enkele voormalige auteurs van Der Ruf besluiten een nieuw literair tijdschrift op te richten, Der Skorpion, en om regelmatig bijeen te komen teneinde elkaars werk door te nemen en kritisch te beoordelen. Ze worden Gruppe 47 genoemd.

augustus
- 3 - Theo Middelkamp wordt in Reims de eerste Nederlandse wereldkampioen wielrennen op de weg.
- 15 - Het Verenigd Koninkrijk verlaat, gehaast, India en laat het land verdeeld achter. Het land wordt opgesplitst in het islamitische Pakistan en het overwegend hindoeïstische maar seculier ingerichte India. De provincie Punjab wordt verdeeld en brandt. Tien miljoen mensen verlaten huis en haard om naar het land met merendeels geloofsgenoten te trekken. Ten minste een miljoen mensen komen om tijdens plunderingen en moordpartijen.
- 18 - Grote explosie in munitie-opslagplaats van de Spaanse marine in de havenstad Cádiz

- Bioscoopjournaal uit augustus 1947. De Leidse Politie Sport Vereniging organiseert, tgv het 20-jarig bestaan, te Leiden een internationaal sporttoernooi voor politiemensen.
- Bioscoopjournaal uit augustus 1947. Op een sportterrein in Dordrecht demonstreren twee vijftallen Franse motorrijders hoe voetbal te spelen op een motorfiets.

september
- 19 - Oprichting van de Nederlandse Aardolie Maatschappij, waarin Shell en Exxon elk voor de helft deelnemen. De maatschappij gaat het aardolieveld bij Schoonebeek exploiteren. Ook gaat zij zoeken naar winbare hoeveelheden aardgas.

- Bioscoopjournaal uit september 1947.  In Hoorn wordt in de open lucht een boerenbruiloft nagespeeld zoals die vroeger in het echt plaatsvond. Een groep mannen en vrouwen in kostuums van een eeuw geleden drinkt, zingt en danst onder grote publieke belangstelling.
- Bioscoopjournaal uit september 1947. Op het spoorwegemplacement bij Kesteren staan vier verwoeste rijtuigen van de Koninklijke trein. Ze werden door de Duitsers tijdens de spoorwegstaking 1944 weggevoerd en zijn volkomen vernield.
- Bioscoopjournaal uit september 1947. In de Tweede Wereldoorlog werd een grote groep inwoners van Venlo geëvacueerd naar Groningen, Friesland en Drente. Een afvaardiging van de Venlose burgerij is nu met twee grote poppen, de reus Valuas en zijn vrouw, naar het noorden getrokken om te bedanken.

oktober
- 1 - De noodwet Ouderdomsvoorziening wordt ingevoerd door minister Willem Drees.
- 5 - In Moskou wordt de Kominform opgericht als samenwerkingsorgaan van communistische partijen onder leiding van die van de Sovjet-Unie.
- 14 - De Amerikaanse piloot Chuck Yeager doorbreekt in een X-1 raketvliegtuig als eerste de geluidsbarrière.
- 14 - In Nederland neemt prinses Juliana als regent de plaats in van koningin Wilhelmina. In 1948 volgde de definitieve inhuldiging van Juliana als koningin.
- 26 - De Maharadja van Kasjmir ondertekent de akte waarbij het land zich aansluit bij India. Direct stuurt India troepen om de islamitische opstand tegen de hindoevorst te onderdrukken.
- oktober - Een platform van Kerr-McGee weet een olieput in productie te brengen voor de kust van Louisiana in de Golf van Mexico met Rig 16 aan boord van de Frank Phillips. Dit wordt wel beschouwd als het begin van de offshore-industrie.
- oktober - De House Committee on Un-American Activities roept tien personen uit de filmindustrie op om hen te ondervragen in het kader van een onderzoek naar communistische propaganda in Amerikaanse speelfilms. De zogenaamde "Hollywood Ten" weigeren te verschijnen.

- Bioscoopjournaal uit oktober 1947. Als gevolg nog van de Tweede Wereldoorlog werd, op de route van Eindhoven naar Den Bosch, het autoverkeer tot voor kort belemmerd door vier noodbruggen (Baileybruggen) met eenrichtingsverkeer: bij Best, Boxtel (twee keer) en Vught. De noodbrug bij Vught is nu vervangen door een blijvende, zodat op dit laatste stukje het verkeer uit het zuiden al weer kan doorstromen.

november
- 2 - Eerste (en enige) vlucht van de Spruce Goose.
- 6 - In Nederland besluit de Tweede Kamer tot een Parlementaire enquête naar het regeringsbeleid in de Tweede Wereldoorlog.
- 15 - De beer Wojtek, mascotte van het Tweede Poolse Legerkorps, wordt in Schotland "gedemobiliseerd" en overgebracht naar Edinburgh Zoo.
- 17 - De transistor wordt uitgevonden door John Bardeen, Walter Brattain en William Shockley.
- 20 - De Britse kroonprinses Elizabeth trouwt met Philip Mountbatten.
- 25 - Publicatie van de Zwarte lijst van Hollywood, waarin de filmindustrie acteurs, regisseurs, scenaristen, musici enzovoort met communistische sympathieën uitsluit van werk.
- 27 - Meneer Zhou richt de eerste Chinese vereniging van Nederland op. De Algemene Chinese Vereniging in Nederland.
- 29 - Verdelingsplan, Resolutie 181 Algemene Vergadering Verenigde Naties, voor Mandaatgebied Palestina.

- Bioscoopjournaal uit november 1947. In de Glasfabriek Leerdam wordt naar een ontwerp van Andries Copier het glazen servies vervaardigd dat door de Nederlandse regering zal worden aangeboden als huwelijksgeschenk aan prinses Elizabeth en prins Philip van het Verenigd Koninkrijk.
- Bioscoopjournaal uit november 1947. De Zuid-Veluwse Jachtvereniging organiseert in de omgeving van Ede een vossenslipjacht ter gelegenheid van Sint Hubertusdag.  Ruiters en jachthonden gaan door bos en hei, over zandpaden en sloten.
- Bioscoopjournaal uit november 1947. In de Glasfabriek Leerdam wordt het kristallen servies vervaardigd dat door de Nederlandse regering zal worden aangeboden als huwelijksgeschenk aan prinses Elizabeth en prins Philip van het Verenigd Koninkrijk.

december
- 3 - Pogrom van Aden. 82 Joodse inwoners van deze stad komen daarbij om

het leven.
- 12 - Joodse extremisten plegen een bomaanslag bij de Damascuspoort in Jeruzalem, waarbij vijf Arabieren omkomen.
- 23 - Demonstratie van de eerste transistor door Walter Brattain, John Bardeen en William Shockley, onderzoekers van Bell Labs.
- 30 - Onder druk van de Sovjet-Unie treedt koning Michael I van Roemenië af en verlaat hij het land, dat een socialistische volksrepubliek wordt.

- Bioscoopjournaal uit december 1947. In de Jordaan te Amsterdam wordt gevlagd omdat er, voor het eerst na de oorlog, weer markt wordt gehouden op de Lindengracht.

zonder datum
- Verschijning van de eerste Lucky Luke door de Belgische tekenaar Morris.
- Er woedt een grote storm op de zon.
- De AK-47 wordt in de Sovjet-Unie ontworpen.

- Paramaribo in 1947

## Muziek
- Arnold Schönberg componeert Een overlevende uit Warschau, opus 46

### Premières
- 19 januari: Musique pour l'esprit en deuil van Rudolf Escher
- februari: Sångoffer van Edvin Kallstenius
- 1 mei: Strijktrio van Arnold Schönberg
- 9 juni: Pianotrio van Mieczysław Weinberg
- 26 juni: Kamerconcert nr. 9 voor viool, altviool en kamerorkest van Vagn Holmboe
- 8 september: Carnival of the beautiful dresses van George Antheil
- 13 oktober: Symfonie nr. 4 van Henk Badings
- 20 oktober: Zes kinderliedjes van Witold Lutosławski
- 25 oktober: Genoveva van Natanael Berg
- 13 december: Symfonie-Gedicht van Aram Chatsjatoerjan

## Literatuur

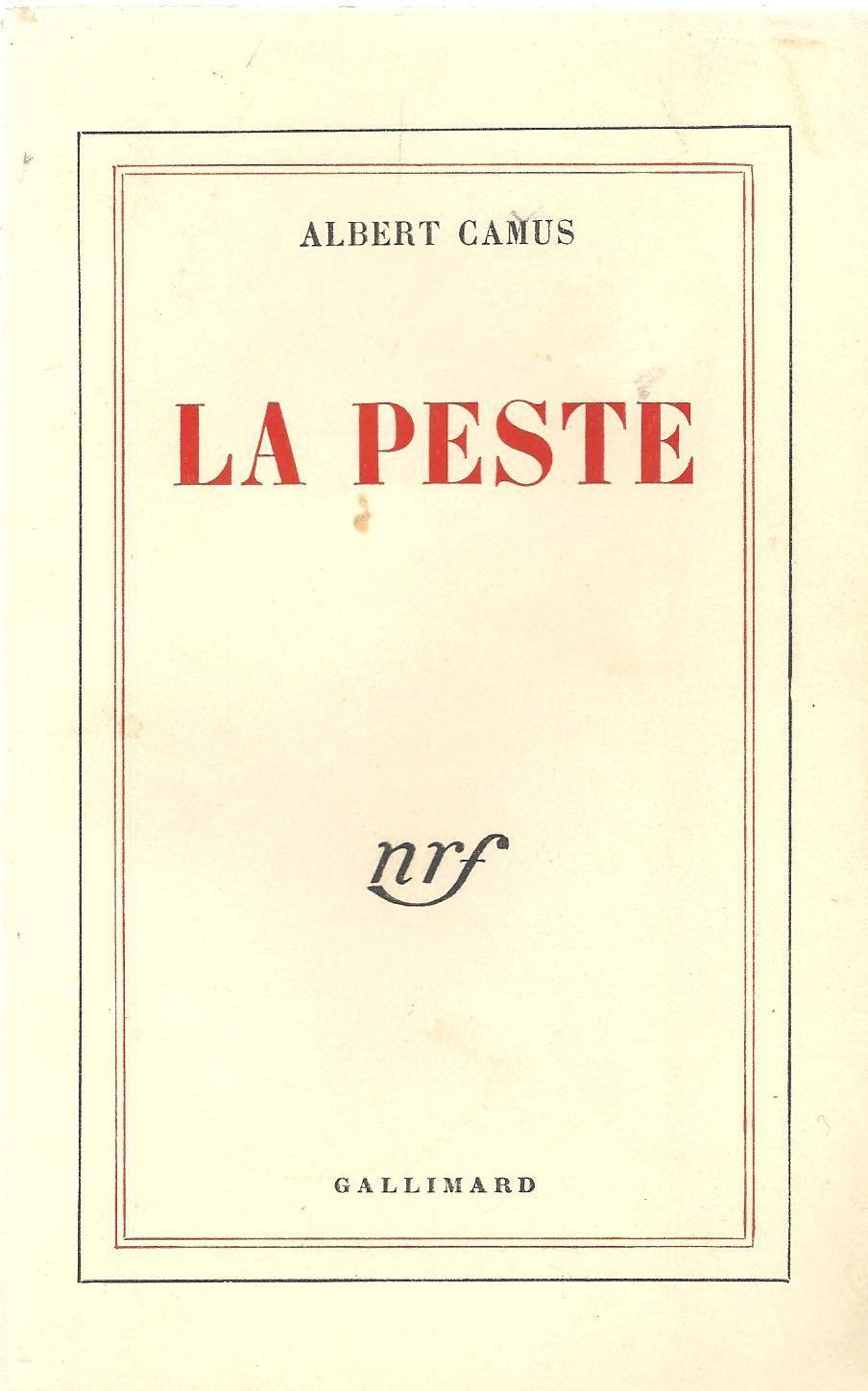

### Publicaties in de Nederlandse taal
- Douderideine, het boek van koning baby  en de bundel Gedichten van Bertus Aafjes
- Mijn kleine oorlog, een roman van Louis Paul Boon
- De vuuraanbidders, een roman  van Simon Vestdijk

### Publicaties overige talen
- La Peste van Albert Camus.  In 1948 verscheen de Nederlandse vertaling van Willy Corsari.

## Beeldende kunst

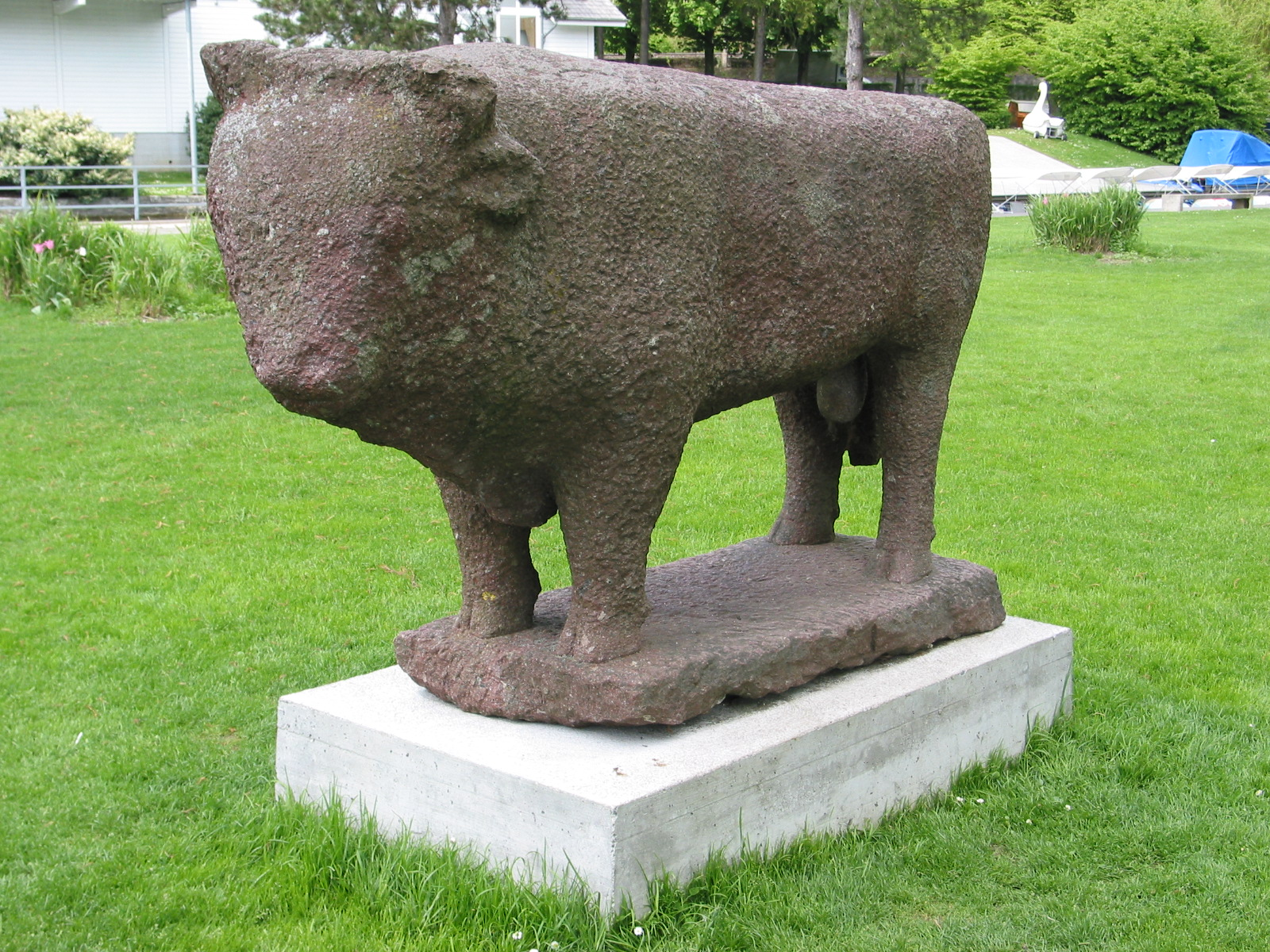
Toreau au bord du lac (1947) Hans Aeschbacher, Biel/Bienne
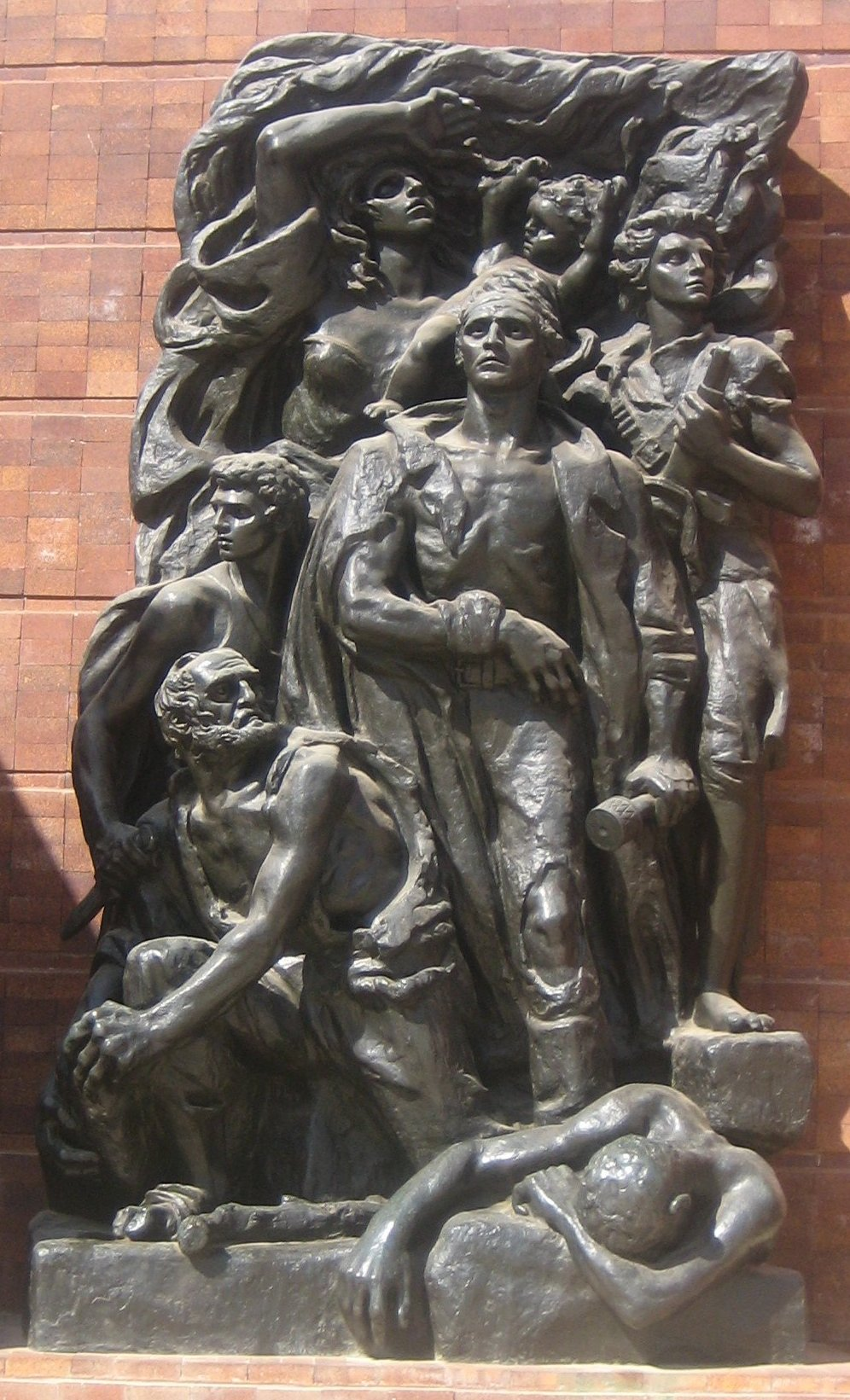
The Warsaw Ghetto Uprising (1947) Nathan Rapoport, Yad Vashem

## Bouwkunst

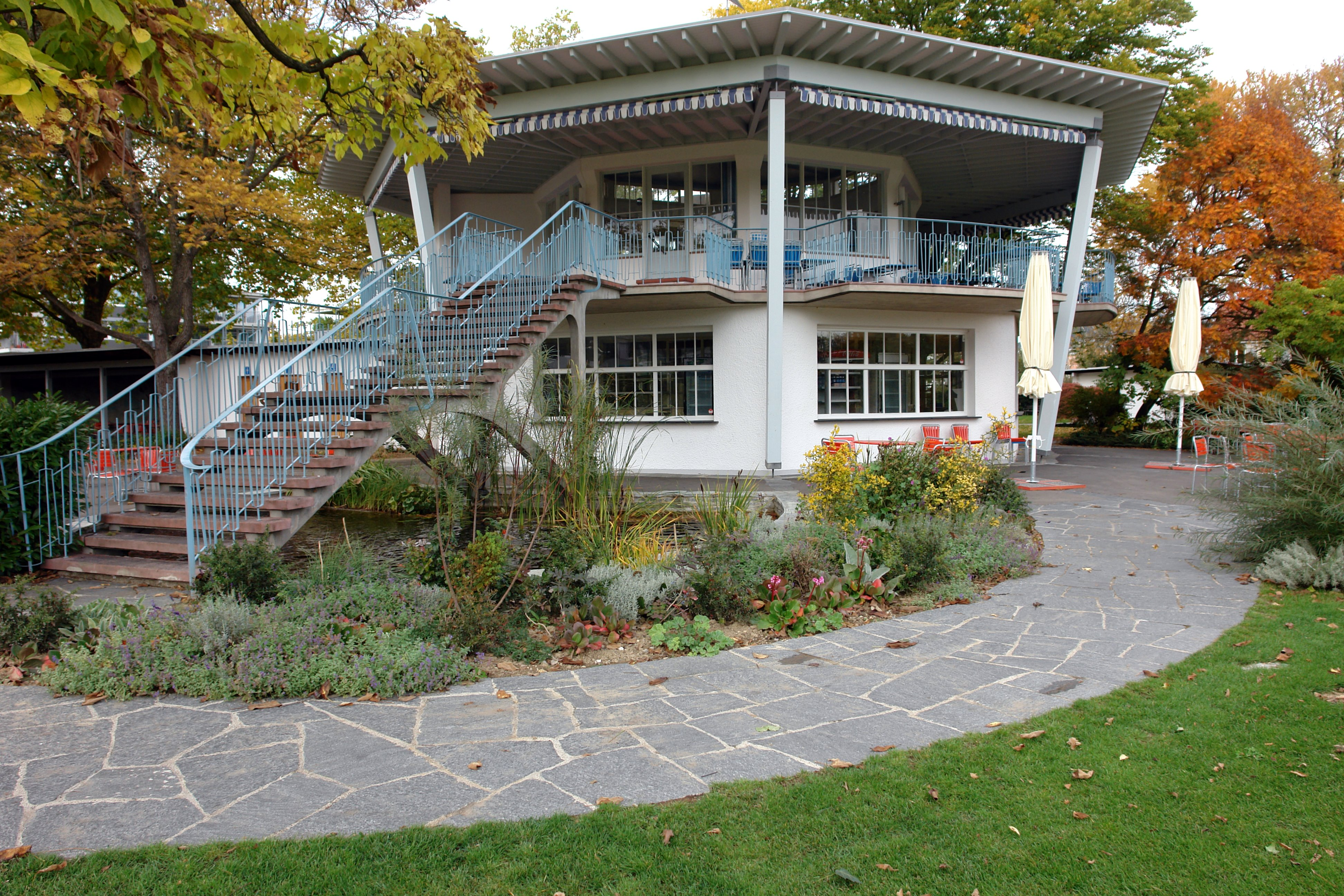
Freibad Letzigraben Pavillon, Zürich (1947) Max Frisch
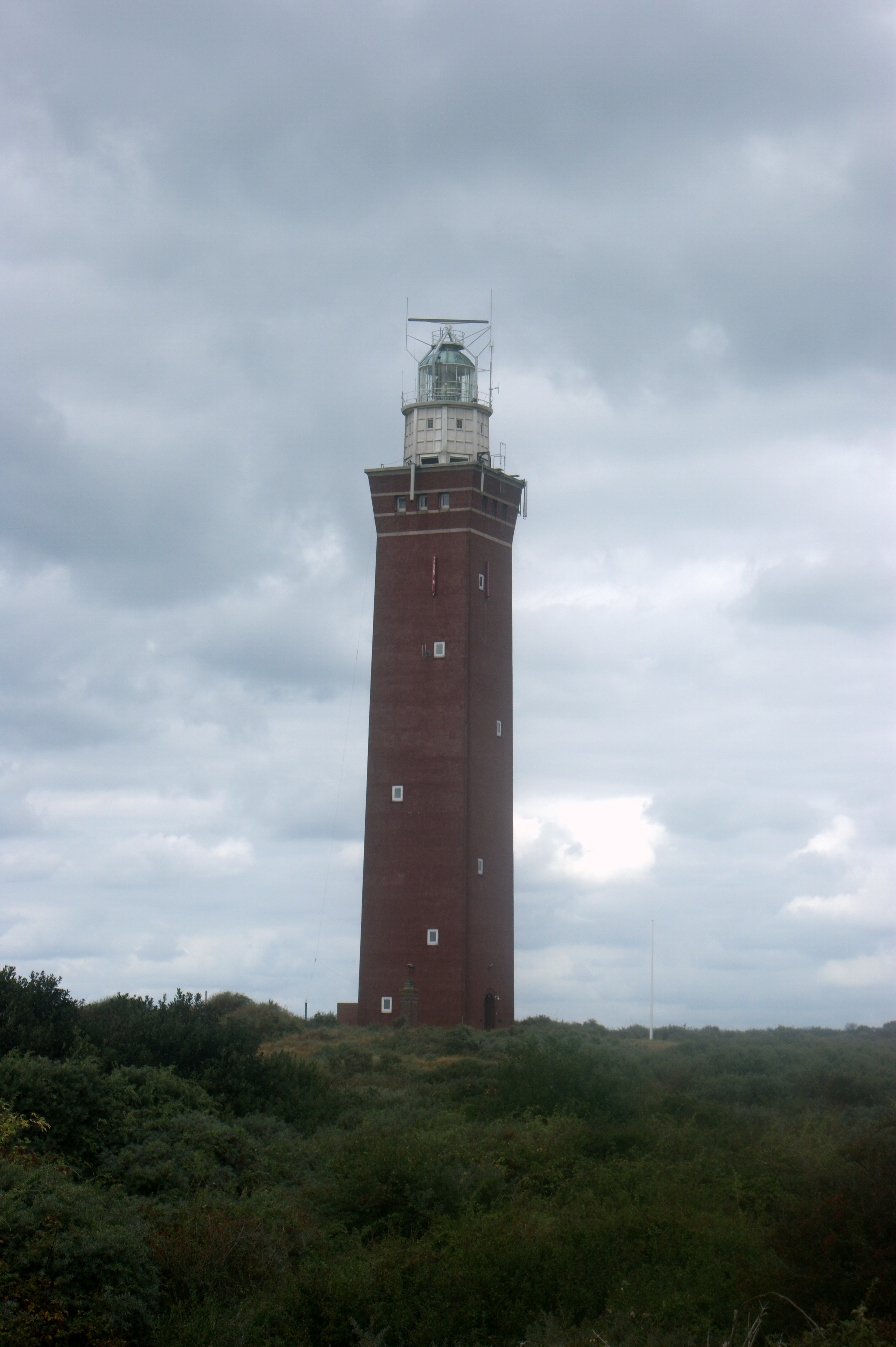
Vuurtoren Westhoofd, Ouddorp (1947) Gijsbert Friedhoff

## Weerextremen in België[1]
- 16 januari: Maximumtemperatuur tot 15,3 °C in Ukkel (hoogste waarde van de eeuw voor de maand januari) en tot 16 °C in Gerdingen (Bree) en in Rochefort.
- 29 januari: Minimumtemperatuur −14,5 °C in Ukkel (29,8 °C verschil met 16 januari).
- januari: In Ukkel telt deze maand januari 21 vorstdagen en 11 winterdagen.
- 19 februari: Intense koude in het hele land. Aan de kust bevriest de zee zelfs.
- 6 april: Meer dan 50 mm neerslag in de Ardennen.
- april: April met hoogste gemiddelde windsnelheid: 5,0 m/s (normaal 3,7 m/s).
- mei: Deze maand negen zomerdagen en een hittedag.
- 27 juni: Maximumtemperatuur van 38,8 °C: dit was de hoogste waarde ooit gemeten in Ukkel tot 25 juli 2019, toen 39,7 °C werd gemeten.
- 29 juli: Hittegolf: gedurende 8 opeenvolgende dagen maxima boven 30 °C in Rochefort.
- 16 augustus: Maximumtemperatuur tot 35,7 °C in Ukkel.
- augustus: Augustus met hoogste gemiddelde maximumtemperatuur: 26,6 °C (normaal 21,4 °C).
- augustus: Augustus met hoogste zonneschijnduur: 363 uur (normaal 220 uur).
- augustus: Augustus met laagst aantal neerslagdagen: 4 (normaal 16).
- augustus: Augustus met laagste relatieve vochtigheid: 62 % (normaal 79,4 %).
- zomer: Zomer met hoogste zonneschijnduur: 825 uur (normaal 665,9).
- 13 september: Hagelstenen tot 5 cm in de streek van Mechelen en Antwerpen.
- 13 september: Tussen de 11de en de 19de 7 dagen met temperatuur boven 30 °C in Rochefort.
- 19 september: In Ukkel 30,6 °C: meest laattijdige hittedag van de eeuw. In Rochefort 33,3 °C.
- 20 september: Warmste september-decade van de eeuw: 21,5 °C.
- 4 oktober: Minimumtemperatuur −4,5 °C in Rochefort.
- 29 november: 20 cm sneeuw in Saint-Hubert.
- 27 december: 74 mm neerslag in Chiny.

## Weerextremen in Nederland
- Het jaar begint met een van de strengste winters van de 20e eeuw, hoewel er midden in januari een tijdelijke dooi-aanval is, met een warmterecord van 17 graden boven nul in Limburg. Er wordt in deze winter dan ook een Elfstedentocht gehouden.
- De zomer begint al vroeg met zeer warme dagen in mei en houdt aan tot ver in september; de zomer van 1947 is de warmste zomer van de eeuw.
- augustus: Zonnigste augustusmaand sinds het begin van de metingen: 307 uur.[2]